# Мадонна Темпи
Мадонна с Младенцем, или Мадонна Темпи (итал. Madonna col Bambino, Madonna Tempi) — картина выдающегося итальянского живописца Высокого Возрождения Рафаэля Санти с изображением Девы Марии, держащей на руках младенца Иисуса Христа. Написана в 1508 году маслом на дереве размером 75 × 51 см. Картина экспонируется в Старой пинакотеке в Мюнхене. Название происходит от фамилии прежних владельцев картины. Как и знаменитая «Мадонна Грандука» (Мадонна великого герцога) эта картина завершает собой ранний, флорентийский период творчества художника.

## История
«Мадонна Темпи» была создана Рафаэлем к концу его пребывания во Флоренции, вероятно, по заказу членов флорентийской семьи Темпи. Во Флоренции картина оставалась до 1829 года, когда её захотел приобрести наследный принц Людвиг Баварский (будущий король Людвиг I), но ему потребовалось не менее двадцати лет чтобы сделать картину Рафаэля своей. Он добивался этого через своих агентов в Италии, не скупясь на уговоры и подкупы. Покупка была завершена 9 февраля 1829 года. Счастливый владелец хранил картину в капелле Святой Цецилии Королевского дворца до 1835 года. Затем она поступила в собрание мюнхенской пинакотеки, но ещё долго оставалась королевской собственностью.

## Иконография
Известно, что в ранний период творчества Рафаэль испытывал влияние многих художников: своего учителя Пьетро Перуджино, Леонардо да Винчи, а позднее — великого Микеланджело. Однако композиция Мадонны Темпи вполне оригинальна. Рафаэль изобразил Деву Марию страстно, в бурном порыве прижимающей к Себе Дитя, как бы предчувствуя трагедию Распятия. Не исключено, что отчасти Рафаэль заимствовал композицию рельефного тондо работы Донателло в Падуе и, возможно пластику рельефов мастерской Луки делла Роббиа во Флоренции.
Рафаэлю безусловно удалось совместить в этой композиции, согласно собственному творческому методу, идеальность образа и жизненность изображения.